# Tymazolina
Tymazolina – organiczny związek chemiczny, lek o działaniu sympatykomimetycznym. Powoduje zwężenie naczyń krwionośnych błony śluzowej nosa, zmniejsza obrzęk oraz stan zapalny nosa i gardła.

## Wskazania
- nieżyt błony śluzowej nosa i zatok na tle alergicznym
- uczuleniowe zapalenie jamy nosowo-gardłowej

## Przeciwwskazania
- nadwrażliwość na tymazolinę
- jaskra
- nadczynność tarczycy
- nadciśnienie tętnicze
- choroby mięśnia sercowego

## Działania niepożądane
- suchość błony śluzowej nosa
- obrzęk błony śluzowej nosa
- uczucie pieczenia, palenia, kłucia
- ból głowy
- nudności

## Preparaty
Tymazolina była dostępna w Polsce jako preparat Polfy Warszawa pod nazwą Thymazen w postaci 0,05% kropli do nosa zawierających chlorowodorek tymazoliny. We Francji w tej formie była dostępna w postaci preparatu Pernazène produkowanego przez Robert et Carrière.

## Dawkowanie
Dawkę oraz częstotliwość podawania leku ustala lekarz, zwykle 1–2 krople do każdego otworu nosa 1–2 razy dziennie. Bez porozumienia z lekarzem lek nie powinien być stosowany dłużej niż 3–5 dni.